# Nordenau

Der Ortskern von Nordenau im Winter mit dem erhaltenen Bergfried der Ruine Rappelstein

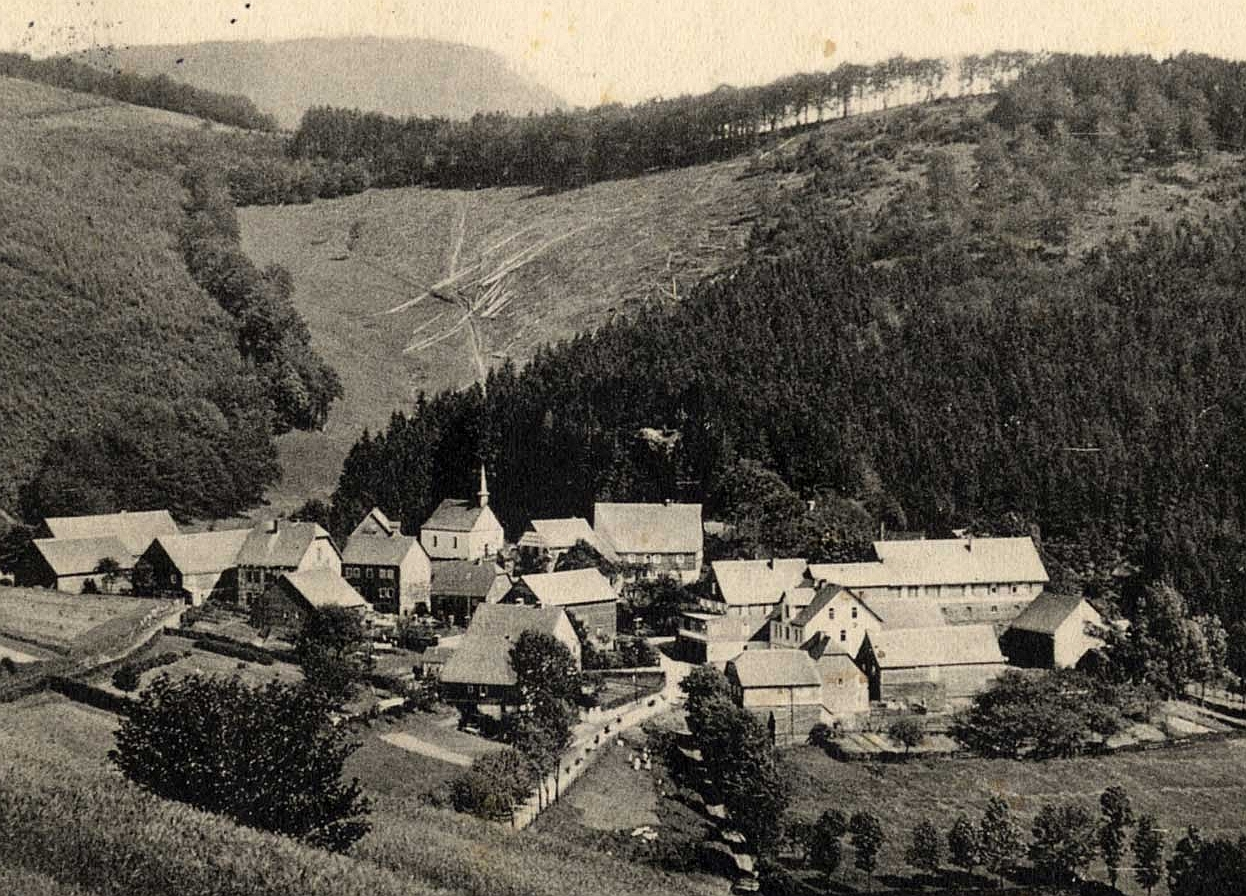
Nordenau 1914 mit der Kapelle aus dem Jahr 1765

Nordenau ist ein Ortsteil der Stadt Schmallenberg im nordrhein-westfälischen Hochsauerlandkreis.

## Geografie
Der Luftkurort im Schmallenberger Sauerland liegt auf einem Bergsattel zwischen 600 und 800 m ü. N.N. oberhalb des Nesselbachtals rund zwei Kilometer nördlich von Westfeld. Angrenzende Orte sind Nesselbach, Lengenbeck, Inderlenne, Westfeld und Ohlenbach.

## Geschichte
Um 1200 wurde die Burg Norderna von den Edelherren von Grafschaft an der alten Heidenstraße erbaut. In einem Gerichtsstreit erwähnte man 1513 erstmals die Siedlung Nordenau. 1645 wurde Nordena auf der Karte Westphalia Ducatus kartografisch erfasst. Seit 1866 baute man in den Nordenauer Gruben „Brandholz I“ und „Brandholz II“ Schiefer ab. Im Jahr 1895 wohnten 147 Einwohner, laut der Eintragung des Handels- und Gewerbeadressbuches der Provinz Westfalen, im Ort Nordenau. In den 50er Jahren arbeiteten bis zu 120 Personen in den Schiefergruben Brandholz. 
Am 1. Januar 1975 wurde Nordenau mit der Gemeinde Oberkirchen, zu der es bis dahin gehörte, in die Stadt Schmallenberg eingegliedert. Die Grube „Brandholz I“ musste 1980 den Abbau wegen Erschöpfung der Lagerstätte einstellen. Im Jahr 1992 wurde der Schieferbergbau  komplett eingestellt. Der letzte Grubenhunt erreichte am 28. Februar 1992 das Tageslicht. Insgesamt baute man ca. 80.000 Tonnen Schiefer ab. Auf einer Fläche von 60 Hektar wurden rund 5000 Meter lange Stollen erschlossen.

## Tourismus
Nordenau ist ein staatlich anerkannter Luftkurort. Im Ort stehen vier Hotels und 41 Pensionen.

### Sehenswürdigkeiten
Der kleine Ort mit alten, teilweise über 200 Jahre alten Fachwerkhäusern wird gekrönt von der Ruine des Bergfrieds der Burg Rappelstein, die einst Wanderern, Kaufleuten und Kriegern, die über die alte Heidenstraße, die hier über den Höhenrücken des Rothaargebirges führte, Schutz bot. 
Hauptanziehungspunkt für Besucher ist der Nordenauer Heilstollen „Brandholz“ mit über 100.000 Besuchern im Jahr. Die wundersame Wirkung des auch als „deutsches Lourdes“ oder als „Wunderstollen“ bekannten Stollen „Brandholz I“  entdeckte 1991 ein Gast im Weinkeller des Hotels Tommes.
Siehe auch: Liste der Baudenkmäler in Schmallenberg und Liste der Naturdenkmäler in Schmallenberg

### Sport
Der Ort verfügt über Sport- und Wandermöglichkeiten in den Nadel-, Laub- und Mischwäldern, einen Kurpark und den Walderlebnispfad „Eulenweg“. 
In unmittelbarer Nachbarschaft zu den Wintersportorten des Sauerlandes Winterberg und Altastenberg bietet auch Nordenau Wintersportmöglichkeiten.

## Religion
Am 3. März 1765 genehmigte das Generalvikariat in Köln den Bau einer Kapelle. Diese wurde innerhalb eines Jahres im Renaissancestil unterhalb der verfallenen Burg errichtet und 1925 abgerissen. Im selben Jahr erbaute man an gleicher Stelle die heutige St.-Hubertus-Kirche.

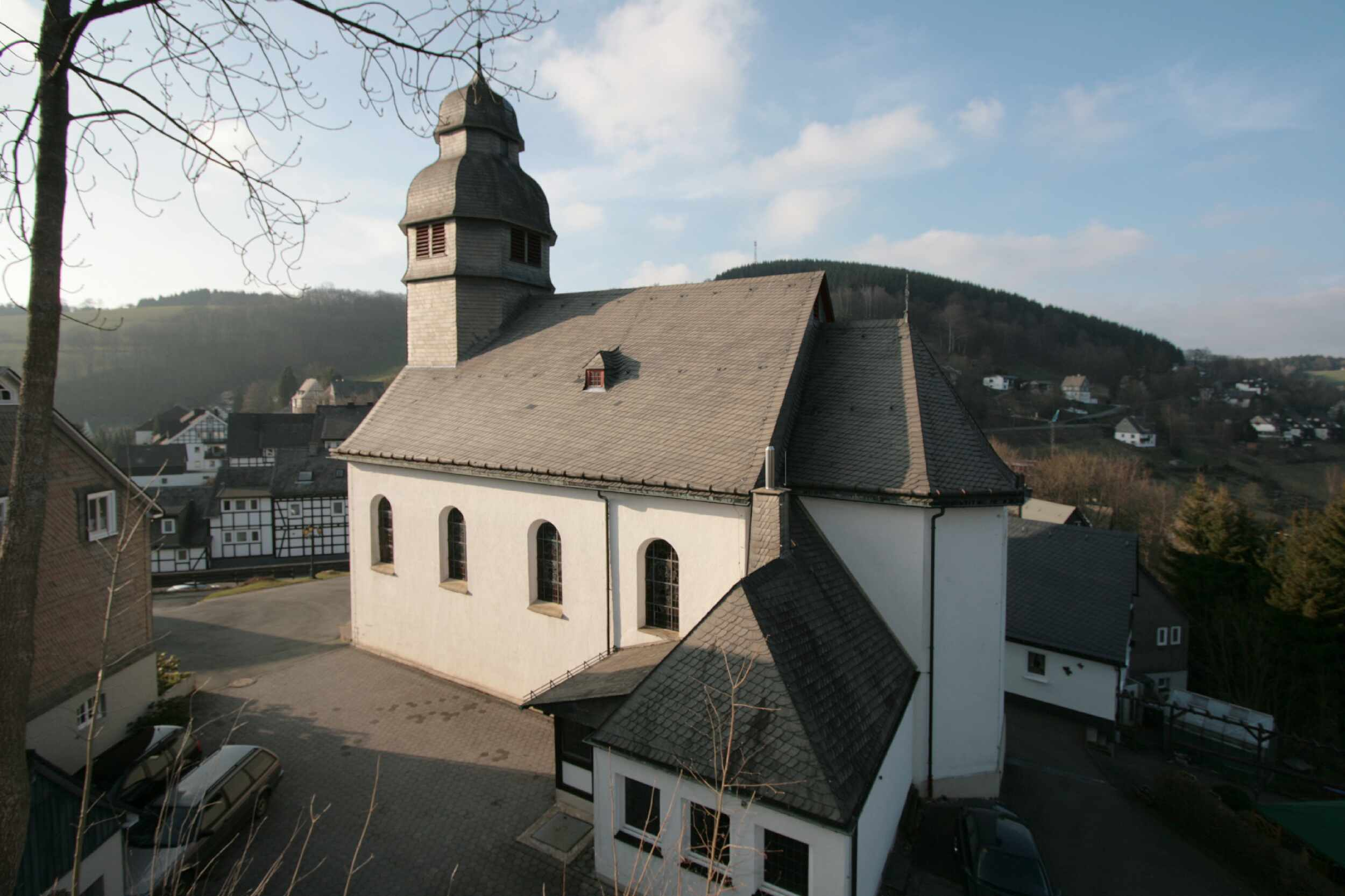
Kirche St. Hubertus Nordenau, Blick von Burg Nordenau
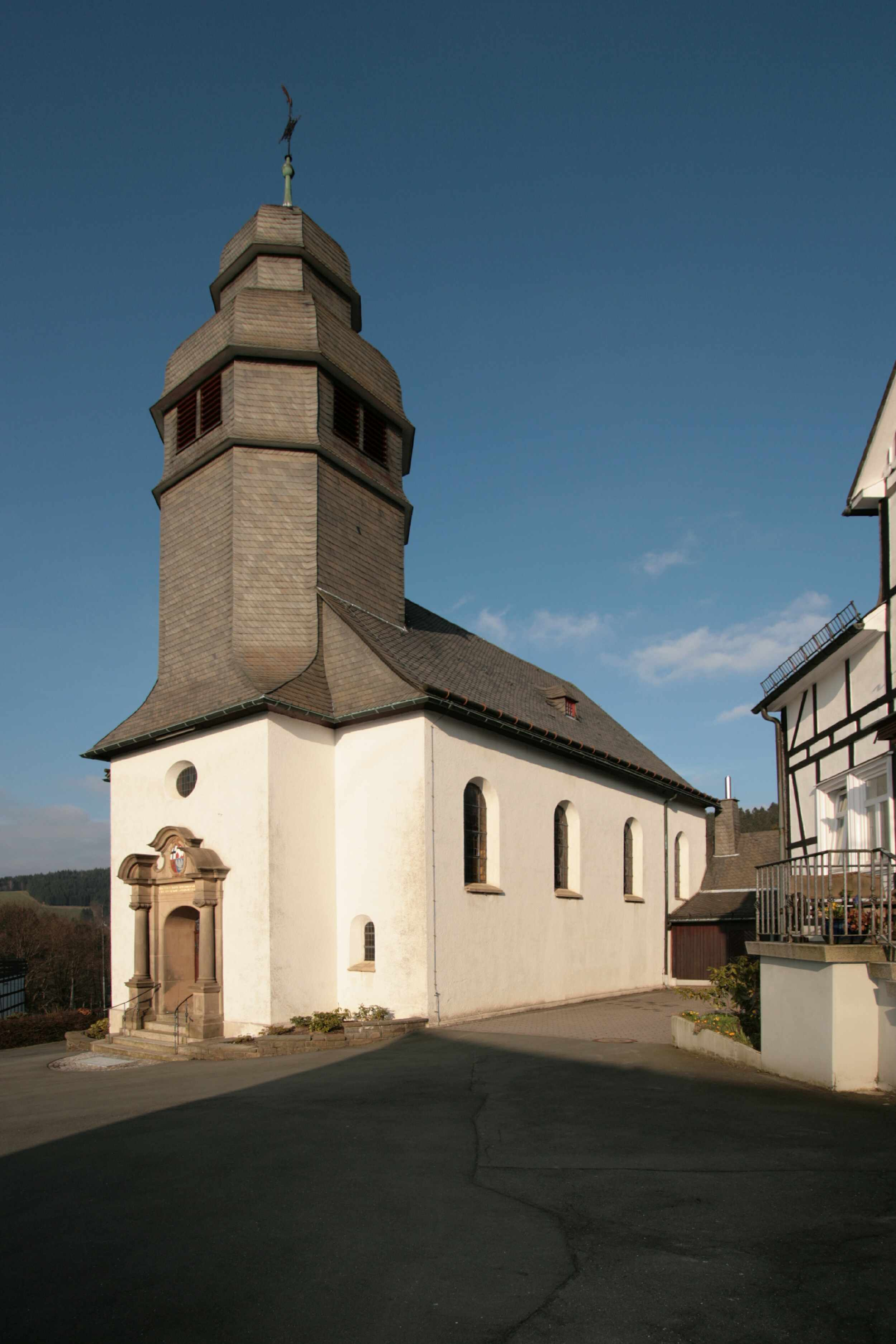
Kirche St. Hubertus Nordenau
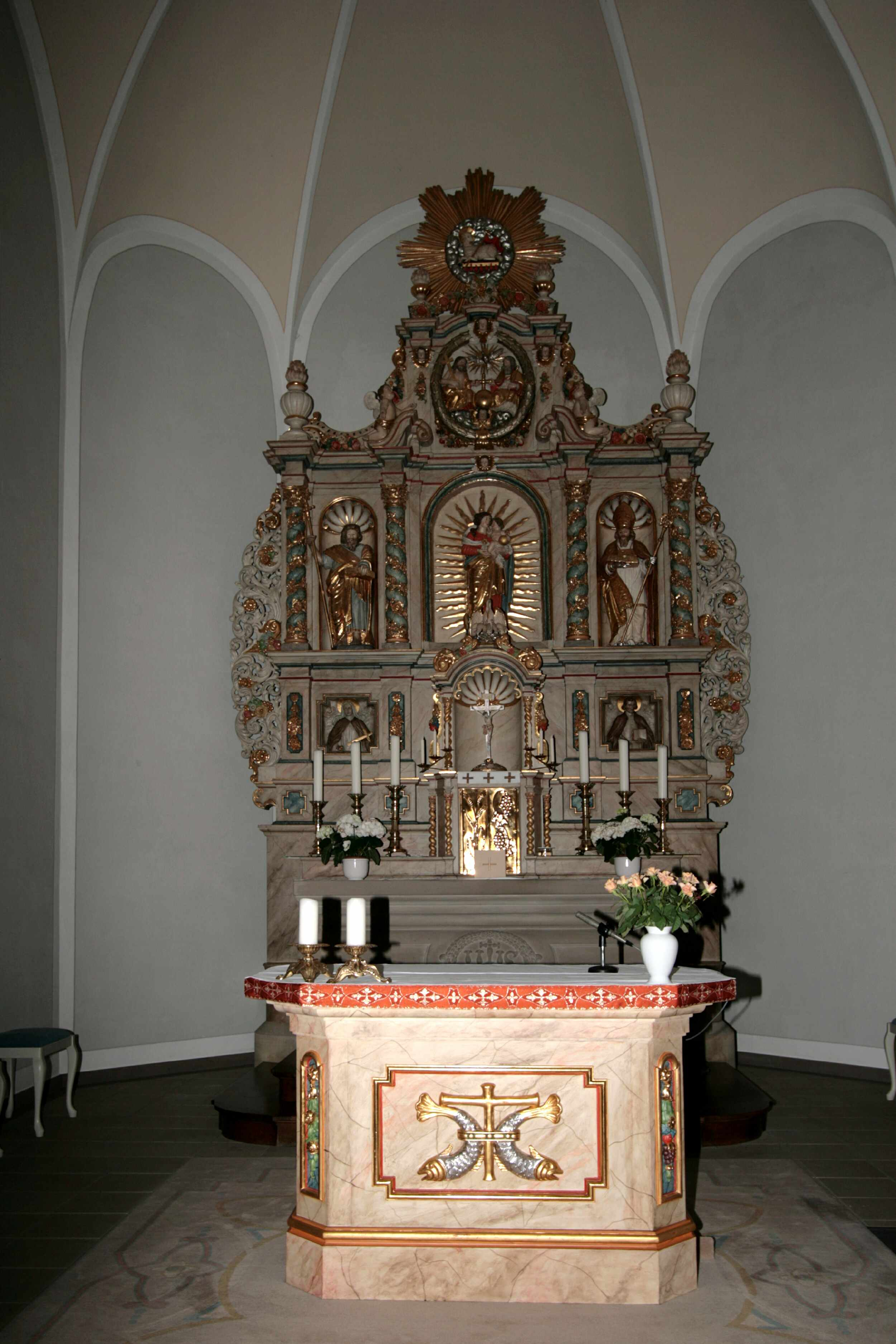
Altar in der Kirche St. Hubertus
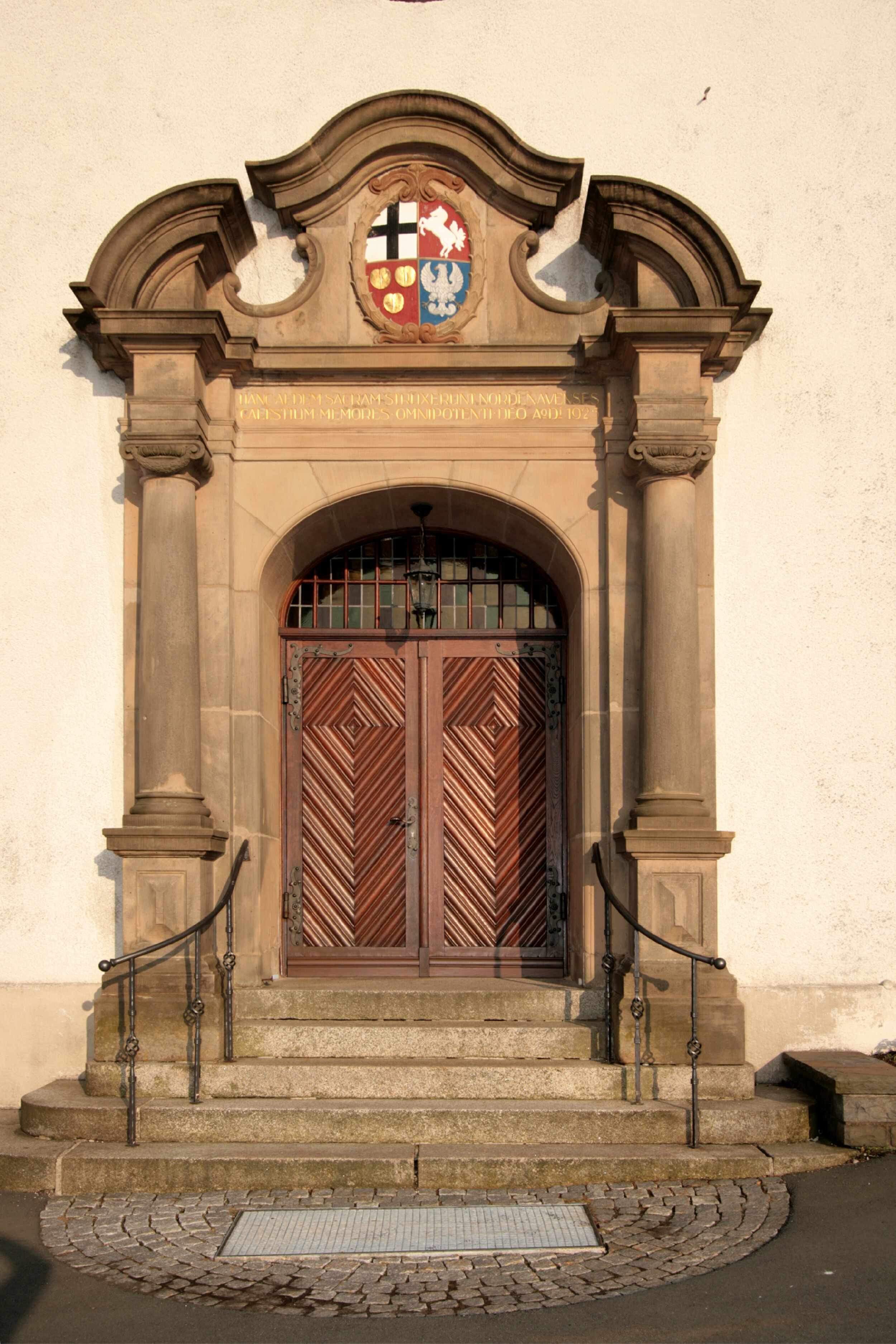
Eingangsportal Kirche St. Hubertus

## Söhne und Töchter des Ortes

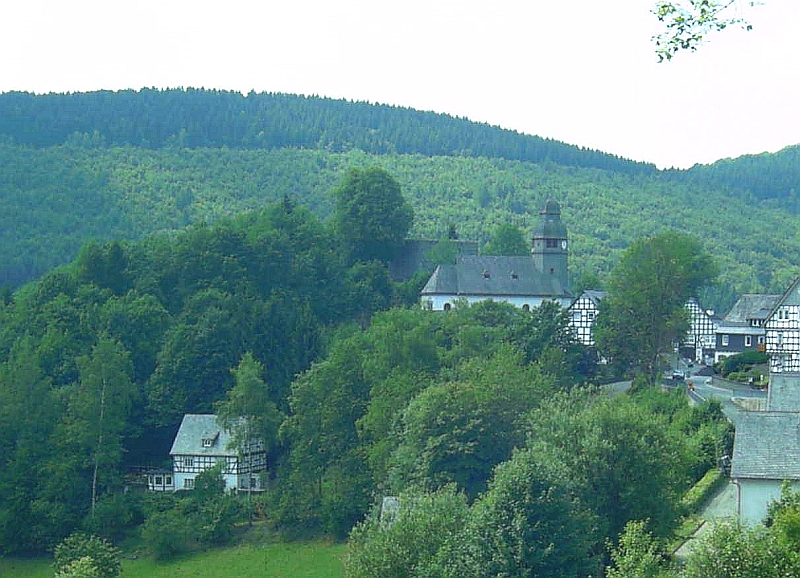
Blick auf Nordenau

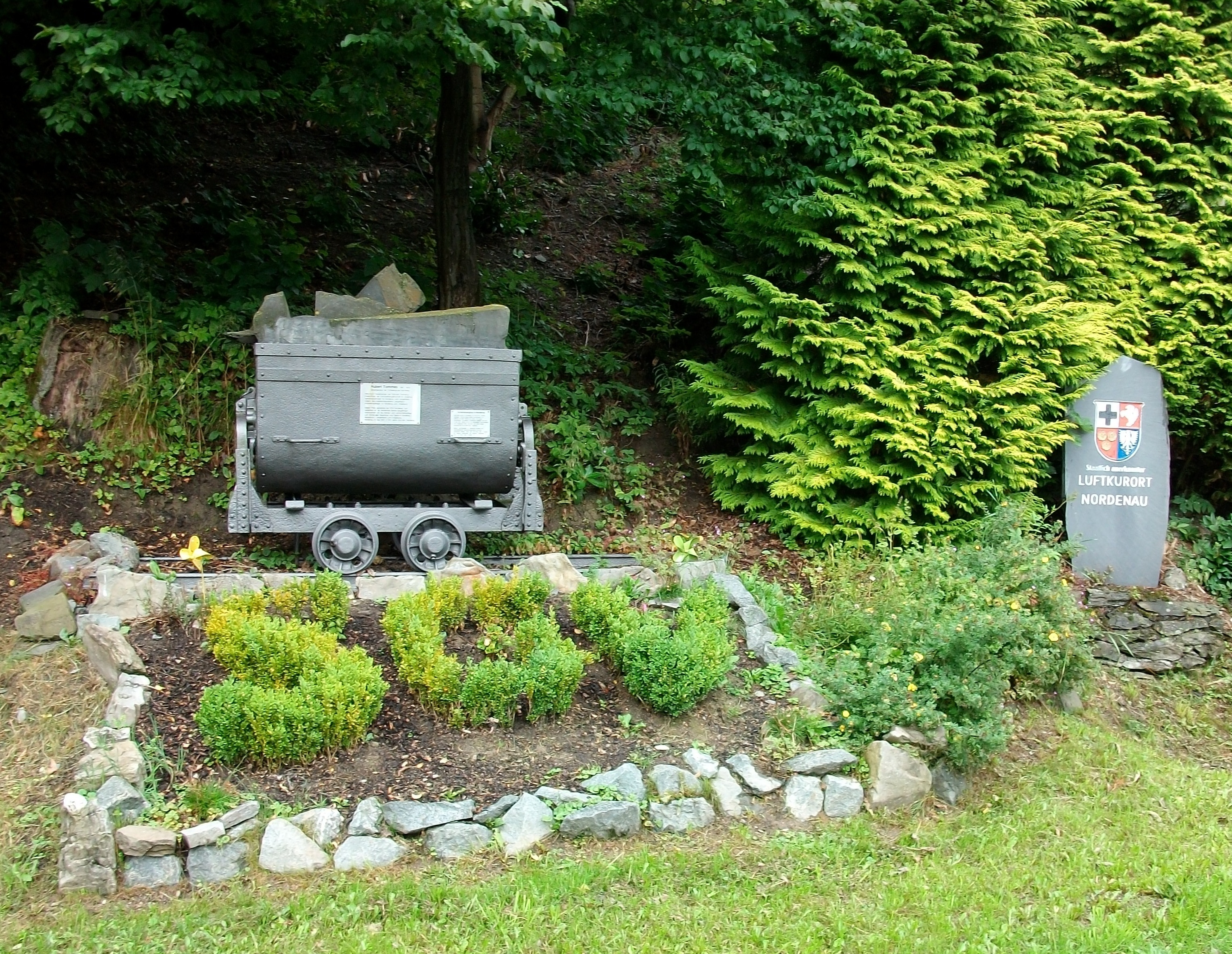
SGV-Platz mit Förderwagen aus dem Schieferbergbau

- Heinrich Schauerte (* 17. November 1882 in Schmallenberg-Nordenau; † 6. August 1975 in Schmallenberg-Fredeburg) war Professor für Religiöse Volkskunde und Erster Vorsitzender des Sauerländer Heimatbundes.